# Mark Terrill

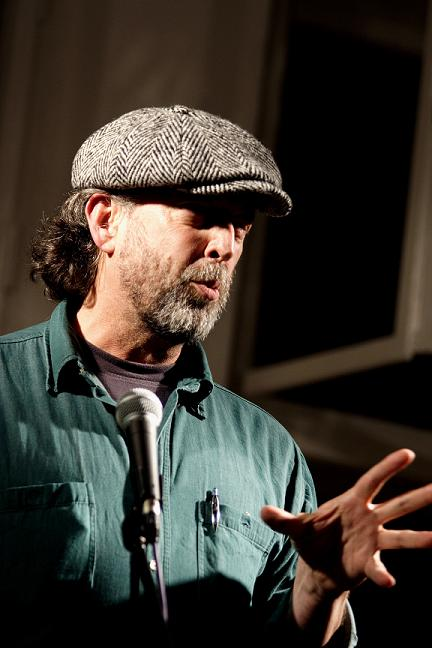
Mark Terrill vid Berlin Poetry Hearings 2006.
Foto:Stephen Mooney

Mark Terrill, född 1 juli 1953 i Berkeley, Kalifornien, är en vida berest amerikansk poet, översättare och prosaförfattare bosatt i norra Tyskland sedan mitten av 1980-talet. Inga av hans verk finns på svenska (2016).

## Liv
Mark Terrill föddes i Berkeley men växte upp i det lilla samhället Sky Londa i San Mateo County söder om San Francisco. Efter att ha misslyckats med att genomgå gymnasiet reste han runt i Pacific Northwest och Alaska. Han arbetade som diskare, skogsarbetare, trädgårdsarbetare, bartender, taxiförare, dödgrävare, sågarbetare och svetsare innan han till slut kunde mönstra på en båt och lätta ankar från San Francisco till Fjärran östern och ännu längre bort. Tillbaka i San Francisco mot slutet av 1970-talet blev han en del av den lokala musikscenen som sologitarrist i antirock-postpunkbandet Ugly Stick. Han var även producent och filmskådespelare. 1981 gick han en skrivarkurs i marockanska Tanger, vilken hölls av Paul Bowles. Efter omfattande resor genom hela Marocko och Europa slog han sig slutligen ner i Hamburg 1984. Samtidigt som han ägnat sig åt litterära göromål har han varit anställd som svetsare vid skeppsvarv, manager åt olika rockband (American Music Club och Mekons), kock och brevbärare. Han bor för närvarande på området till en tidigare båthamn tillsammans med sin hustru Uta och ett flertal katter.

## Verk
Inspirerad av Charles Bukowski, Jack Kerouac och andra beatförfattare, började Terrill skriva i början av 1970-talet. Hans första dikter dök upp i tidskriften Vagabond utgiven av John Bennett. Därefter har Terrills egna alster och hans översättningar funnits med i över 500 tidskrifter och antologier världen över, däribland City Lights Review, Bombay Gin, Skanky Possum, Zen Monster, Talisman, Partisan Review, Gargoyle och andra. Han har publicerat flera egna diktsamlingar och tolkningsvolymer på mängder av förlag i både USA och Europa. Han finns på portugisiska, franska och tyska. I över ett decennium har han medverkat regelbundet som recensent i Rain Taxi Review of Books och 2009 inbjöds han att vara gästredaktör för ett specialnummer av Atlanta Review om tysk poesi, vilket även innehöll hans egna översättningar av Peter Handke, Günter Grass, Nicolas Born, Rolf Dieter Brinkmann och många andra. Hans översättningar av Rolf Dieter Brinkmanns poesi har för övrigt utgivits separat i ett par volymer.
Som recitatör av egna verk har Mark Terrill framträtt i Paris på Shakespeare & Co., The Live Poets Society, Upstairs at Duroc och vid American Library, i Berlin vid Poetry Hearings (2006 och 2010) och International Slam Revue; i Prag på Shakespeare & Sons och The Globe; i Amsterdam på Sugar Factory, Boekie Woekie och Fiery Tongues Literary Festival.  

### Diktsamlingar
- Subliminal Madness (Triton Press, 1978)
- Sorry Try Again (Red Dancefloor Press, 1998)
- Love-Hate Continuum (Green Bean Press, 2001) ISBN 1-891408-18-6
- Kid with Gray Eyes (Cedar Hill Publications, 2001) ISBN 1-891812-28-9
- Bread & Fish (The Figures, 2002) ISBN 1-930589-14-X
- The United Colors of Death (Pathwise Press, 2003)
- Postcard from Mount Sumeru (Bottle of Smoke Press, 2006)
- Sending Off the Godhead in the City of Light (Hydrogen Jukebox Press, 2006)
- 17 Poems for the Poetry Hearings (Hydrogen Jukebox Press, 2006)
- Something Red (Plan B Press, 2007)
- Superabundance (Longhouse, 2008)
- The Salvador-Dalai-Lama Express (Main Street Rag, 2009) ISBN 978-1-59948-157-9
- Laughing Butcher Berlin Blues (Poetry Salzburg, 2010) ISBN 978-3-901993-33-6

### Affischdikter
- Interzone (Bottle of Smoke Press, 2006)
- Out-the-Window Poems (Bottle of Smoke Press, 2006)
- The Wheel (Kater Murr’s Press, 2010)
- Up All Night (Longhouse, 2011)

### Biografier
- Here to Learn: Remembering Paul Bowles (Green Bean Press, 2002) ISBN 1-891408-29-1

## Recensioner
- Stephanie Bakers recension av Bread & Fish i Jacket magazine (#21, February 2003).
- Noah Eli Gordons recension av The Salvador-Dalai-Lama Express i Rain Taxi Review of Books (Vol. 14, No. 2, Summer 2009).
- Stephan Delbos recension av The Salvador-Dalai-Lama Express i Alehouse (No. 4, 2010).
- Recension av Full Metal Poem i The Prague Post (November 2010).
- Stephan Delbos recension av Laughing Butcher Berlin Blues i The Prague Post (January 9, 2011).